# Сити-поп
Сити-поп (яп. シティーポップ сити: поппу, англ. City pop) — жанр поп-музыки, возникший в середине 1970-х годов в Японии. Первоначально считался ответвлением испытавшей западное влияние «новой музыки», однако затем стал включать широкий спектр стилей, ассоциирующихся с зарождающимся бурным экономическим ростом страны, включая AOR, софт-рок, ритм-энд-блюз, фанк и буги. Пик популярности жанра пришёлся на 1980-е годы. В 2010-е годы сити-поп обрёл международное признание в интернете и стал пробным камнем для таких микрожанров, опирающихся на сэмплирование, как вейпорвейв и фьюче-фанк.

## Определение
Определения сити-попа разнятся, и многие исполнители, которых связывают с этим жанром, играют в стилях, существенно отличающихся друг от друга. Рётаро Аоки из газеты The Japan Times полагает: 
Первоначально термин использовался для описания ответвления развивающейся под западным влиянием «новой музыки» 1970—1980-х годов. «Сити-поп» подразумевал, например, Sugar Babe и Эйити Отаки, исполнителей, которые вычеркнули японское влияние их предшественников и внедрили звуки джаза и ритм-энд-блюза — жанров, предполагающих «городское» ощущение, — в свою музыку. … С тех пор термин то попадал в музыкальный лексикон, то выходил из него. … Естественно, что с таким расплывчатым и обширным термином, как сити-поп, никто, похоже, не сходится во мнениях относительно настоящего значения.
Джон Блистейн из Rolling Stone соглашается, что сити-поп как жанровый термин менее строг, чем широкая жанровая классификация. По словам куратора Japan Archival Series Ёсукэ Китадзавы, «не было никаких ограничений по стилю или определённому жанру, которые мы хотели передать этими песнями», однако то была «музыка, созданная городскими людьми для городских людей». Китадзава выделил два стиля, служащих примерами сити-попа: «Первый — пышный, экзотический гул; второй — ударяющий ритм». Музыкант Эд Мотта в обзоре для Wax Poetics пишет: «Сити-поп в самом деле является AOR и софт-роком, но с примесью фанка и буги. Потому что когда вы слышите фанковые сити-поп-композиции, вы слышите не только влияние, но и некоторые отрывки, которые они крадут у групп вроде Skyy, B. B. & Q. Band и вообще американских буги- и фанк-групп».
Редактор немецкого журнала Electronic Beats характеризует сити-поп как японский «ответ синти-попу и диско». По мнению эксперта в японской музыке Говарда Уильямса, хотя сити-поп во многом основывается на американских музыкальных традициях, он представляет собой полноценный японский жанр.

## Происхождение
В сити-попе используются относительно передовые техники написания песен и аранжировки, например большая септима и уменьшённое трезвучие, напрямую взятые из американского софт-рока того времени (группы Steely Dan и The Doobie Brothers). Эд Мотта прослеживает становление сити-попа в середине 1970-х годов и связывает его с творчеством Тацуро Ямаситы и Харуоми Хосоно. Обозреватель издания Vice Роб Арканд также приписывает Хосоно ключевое влияние на сити-поп. В середине 1970-х годов Хосоно основал группу Tin Pan Alley, которая смешала южный ритм-энд-блюз, северный соул и джаз-фьюжн с тропическим звучанием гавайской и окинавской музыки. Мики Ай Кью Джонс в обзоре для журнала Fact пишет, что это привело к формированию музыкального стиля, который позже начал именоваться «сити-поп».
Жанр стал прочно связан с бурным техническим прогрессом в Японии на протяжении 1970-х и 1980-х годов. В число японских технологий, повлиявших на сити-поп, вошли аудиоплееры Walkman, автомобили со встроенными кассетными магнитофонами и стереосистемами и различные электронные музыкальные инструменты, такие как синтезаторы Casio CZ-101 и Yamaha CS-80 и драм-машина Roland TR-808. По мнению Блистейна, электронные музыкальные инструменты и гаджеты «позволили музыкантам осовременить звуки в их головах», а кассетные магнитофоны «позволили поклонникам дублировать копии альбомов». Также Блистейн пишет: «Будучи обильным сочетанием поп-музыки, диско, фанка, ритм-энд-блюза, буги, джаз-фьюжна, латинской, карибской и полинезийской музыки, жанр неразрывно связывался с подпитываемым технологиями экономическим пузырём и новым классом богатых и досужих людей, которых он породил».

## Популярность
Сити-поп стал отдельным местным жанром, достигшим пика популярности в 1980-е годы. Согласно Vice, наиболее популярными деятелями жанра были искусные композиторы и продюсеры, вроде Тацуро Ямаситы и Тосики Кадомацу, которые вкладывали в свои хиты сложные аранжировки и приёмы написания песен, а растущая экономика к тому же облегчала им финансирование от лейблов. Начальная популярность жанра спала, когда японский финансовый пузырь раздулся в 1990 году. Музыкальные характеристики сити-попа были унаследованы сибуя-кэй-группами 1990-х годов, такими как Pizzicato Five и Flipper’s Guitar.
С 2010-х годов сити-поп переживает возрождение и многие ветераны жанра, например Тацуро Ямасита и Мария Такэути, обретают международное признание в интернете. Кроме того, их творчество становится источником вдохновения для вейпорвейв- и фьюче-фанк-исполнителей, преимущественно использующих сэмплирование.